# Cantonul Neufchâtel-en-Bray
Cantonul Neufchâtel-en-Bray este un canton din arondismentul Dieppe, departamentul Seine-Maritime, regiunea Haute-Normandie, Franța.

## Comune
| Comune                   | Populație (1999) | Cod poștal | Cod INSEE |
| ------------------------ | ---------------- | ---------- | --------- |
| Auvilliers               | 107              | 76270      | 76042     |
| Bouelles                 | 242              | 76270      | 76130     |
| Bully                    | 792              | 76270      | 76147     |
| Callengeville            | 455              | 76270      | 76122     |
| Esclavelles              | 308              | 76270      | 76244     |
| Fesques                  | 127              | 76270      | 76262     |
| Flamets-Frétils          | 154              | 76270      | 76265     |
| Fresles                  | 147              | 76270      | 76283     |
| Graval                   | 100              | 76270      | 76323     |
| Lucy                     | 144              | 76270      | 76399     |
| Massy                    | 275              | 76270      | 76415     |
| Ménonval                 | 174              | 76270      | 76424     |
| Mesnières-en-Bray        | 706              | 76270      | 76427     |
| Mortemer                 | 107              | 76270      | 76454     |
| Nesle-Hodeng             | 313              | 76270      | 76459     |
| Neufchâtel-en-Bray       | 5 103            | 76270      | 76462     |
| Neuville-Ferrières       | 578              | 76270      | 76465     |
| Quièvrecourt             | 419              | 76270      | 76516     |
| Saint-Germain-sur-Eaulne | 235              | 76270      | 76584     |
| Saint-Martin-l'Hortier   | 198              | 76270      | 76620     |
| Saint-Saire              | 477              | 76270      | 76649     |
| Sainte-Beuve-en-Rivière  | 162              | 76270      | 76567     |
| Vatierville              | 105              | 76270      | 76724     |